# Чунхухуб
Чунхухуб (исп. Chunhuhub) — небольшой древний город, археологический памятник цивилизации Майя в Мексике.

## Этимология
Название Chunhuhub с майянского языка можно перевести как: рядом с улиткой.

## Расположение
Расположен на полуострове Юкатан в штате Юкатан в муниципалитете Санта-Элена, примерно в 23 км к югу от Ушмаля и в 5 км к юго-востоку от города Шкулок.

## История исследования
Джон Ллойд Стифенс был первым, кто описал Чунхухуб.
Теоберт Малер, посетивший это место в марте 1887 года, задокументировал руины. Поздже Гарри Эвелин Дорр Поллок дополнил и уточнил его описание.
Двухсекционный дворец был отреставрирован в 1983 году.
С 1986 по 1991 год французская археологическая экспедиция обследовала окрестности.

## Дворец
Дворец, который традиционно причисляют к стилю пуук, состоит из нескольких частей, расположенных на двух уровнях.
На первом уровне находятся два хорошо сохранившихся и частично отреставрированных здания, обращенных на запад.